# Finlandia en los Juegos Paralímpicos de Sochi 2014
Finlandia estuvo representada en los Juegos Paralímpicos de Sochi 2014 por trece deportistas, ocho hombres y cinco mujeres.

## Medallistas
El equipo paralímpico finlandés obtuvo las siguientes medallas:
| Nombre         | Deporte        | Evento                 |
| -------------- | -------------- | ---------------------- |
| Oro            |                |                        |
| —              |                |                        |
| Plata          |                |                        |
| Ilkka Tuomisto | Esquí de fondo | 20 km de pie masculino |
| Bronce         |                |                        |
| —              |                |                        |